# Головко Валерій Анатолійович
Валерій Анатолійович Головко (нар. 14 грудня 1965, с. Ленінський, Кармакчинський район, Кизилординська область, Казахстан) — український політик. Народний депутат України VII скликання. Голова Полтавської обласної державної адміністрації (до 16 березня 2019 року).

## Освіта
У 1989 році закінчив Полтавський кооперативний інститут за фахом економіст.
Продовжив освіту в Українському інституті ринкових відносин та підприємництва менеджером зовнішньоекономічної діяльності та у Харківському регіональному інституті державного управління Національної академії державного управління при Президентові України, отримавши ступінь магістра у сфері державного управління.
Має науковий ступінь кандидата економічних наук.

## Трудова діяльність
Працювати розпочав у 1989 році на посаді старшого інженера в Управлінні торгівлі Полтавського міськвиконкому.
У 1991—1992 роках — заступник директора в Полтавському товаристві «Легенда».
У 1992—2002 роках — менеджер Спільного Україно-Німецького підприємства «Полімпекс».
У 2002—2012 роках — директор ПрАТ "Торговий Дім «ЦУМ».

## Політична кар'єра
У 2010 році Валерій Головко вступив в партію «Фронт Змін» і залишався там до 2012 року. У 2012 році разом з іншими членами (з метою консолідації опозиційних сил) припинив членство у партії, щоб взяти участь в парламентських виборах за списком «Батьківщини» як безпартійний.
Був обраний депутатом Полтавської обласної ради п'ятого (фракція «Наша Україна») та шостого скликань (фракція «Фронт Змін»). Працював членом постійної комісії з питань бюджету, підприємництва та управління майном.
На парламентських виборах 2012 р. був обраний народним депутатом України за списком партії Всеукраїнське об'єднання «Батьківщина», № 56 у виборчому списку. Працював головою підкомітету з питань забезпечення діяльності Верховної Ради України та народних депутатів України Комітету Верховної Ради з питань Регламенту, депутатської етики та забезпечення діяльності Верховної Ради України.
26 грудня 2014 року Президент України Петро Порошенко Указом № 965/2014 призначив В. А. Головка головою Полтавської обласної державної адміністрації.
15 березня 2019 року Президент звільнив Головка В. А. з посади голови Полтавської обласної державної адміністрації.

## Корупційний скандал
12 березня 2019 року, Президент України Петро Порошенко ініціював звільнення Валерія Головка з посади голови Полтавської ОДА у зв'язку з підозрами в участі у багатьох корупційних схемах, які, ймовірно, призвели до значних збитків Державному бюджету України.
Національне антикорупційне бюро відкрило низку кримінальних проваджень за підозрами у вчиненні особливо тяжких злочинів Валерієм Головком, його першим заступником, а також його іншими соратниками [Архівовано 10 серпня 2020 у Wayback Machine.].
10 листопада 2022 року, Апеляційна палата Вищого антикорупційного суду України збільшила колишньому голові Полтавської ОДА Валерію Головку, який підозрюється у хабарництві, розмір застави з 6 млн гривень до 10,4 млн гривень.

## Родина
Має дружину Світлану та синів Володимира і Олександра.

### Декларація
- Е-декларація